# Tulumba

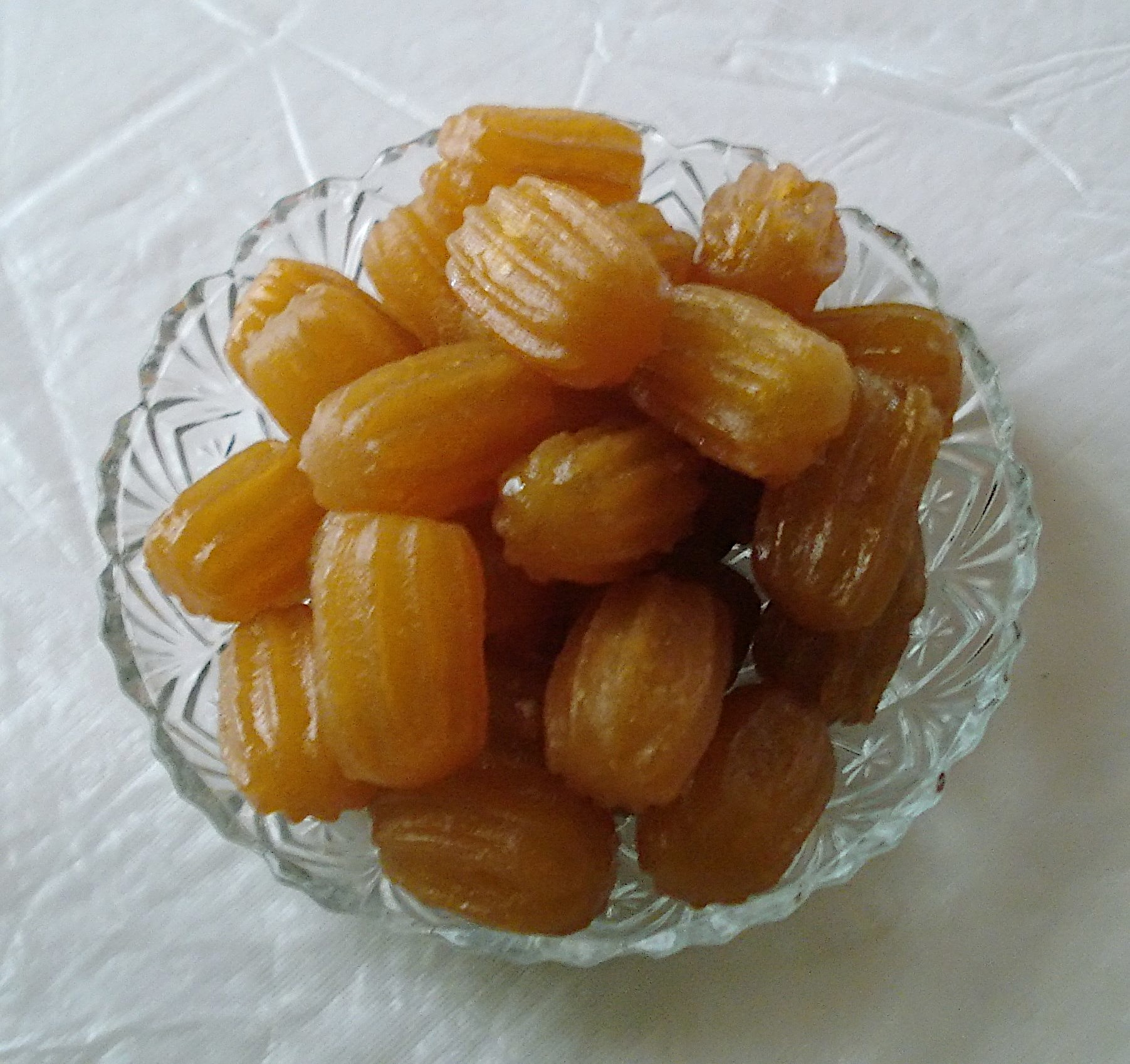
Tulumba tatlısı.

El tulumba o tulumba tatlısı (postres de tulumba en turc) són unes postres elaborades amb trossos (d'uns 10 cm de llarg) de massa sense llevat a les quals se'ls dona una forma ovoïdal amb crestes al llarg usant una mànega pastissera amb un filtre especial. Primer es fregeixen fins que es dauren i llavors s'aboquen sobre ells almívar quan encara estan calents. Es mengen freds. Aquestes postres es consumeixen arreu dels Balcans, i tenen el seu origen a l'Imperi Otomà. Literalment significa bomba en idioma turc, de l'italià pompa.
Es consumeixen freds, i tradicionalment es serveixen per la Hanukkà i altres ocasions especials dels jueus turcs, els israelians i els perses.

## Vegeu també

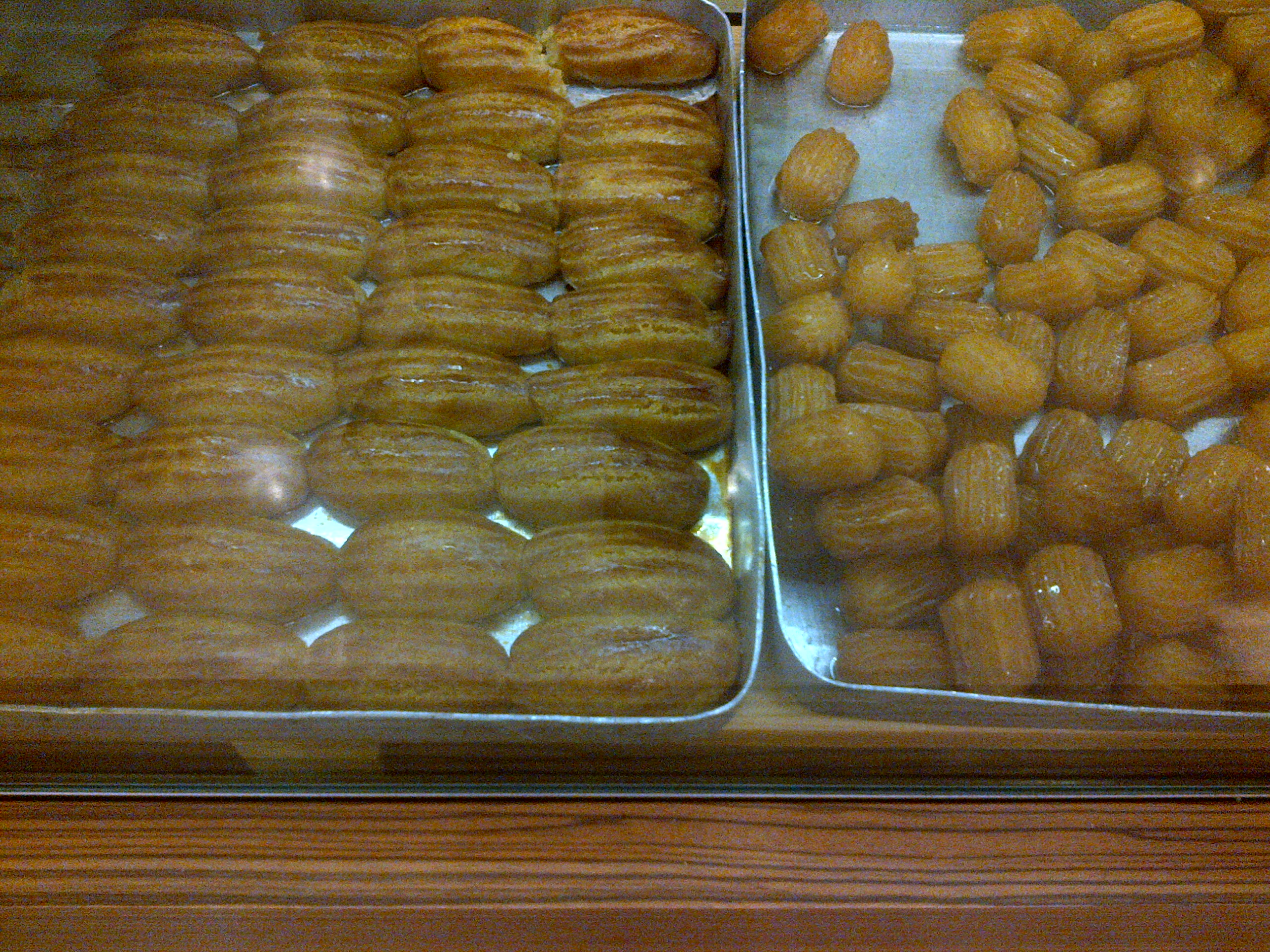
Kalburabastı, a l'esquerra, i tulumba a la dreta, són dues postres turques tradicionals.